# Ferrovie Nord Milano

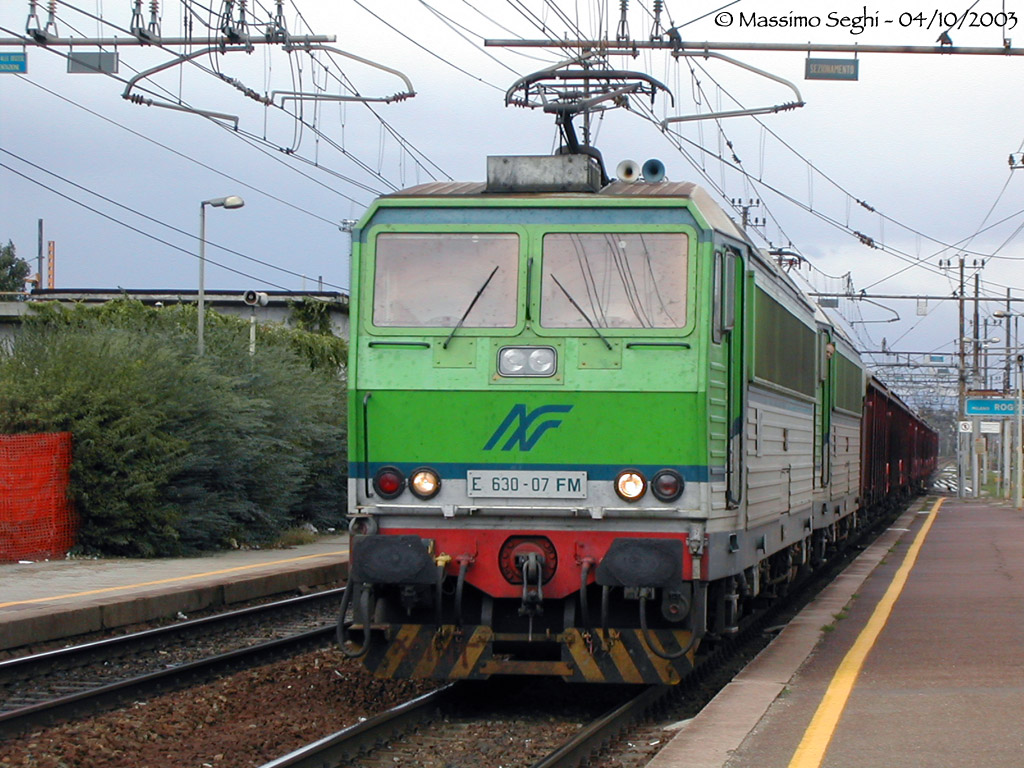
Lokomotiva E 630, v Česku známá jako řada 163

Ferrovie Nord Milano (FNM) je italský soukromý železniční dopravce působící v osobní i nákladní dopravě – druhý největší v zemi. Dopravce primárně obsluhuje oblast severní Itálie – Lombardie, Piemontu a švýcarského kantonu Ticino. Společnost v roce 1877 založil pod názvem Società Anonima Ferrovie Milano-Saronno e Milano-Erba belgický podnikatel Albert Vaucamps
V polovině devadesátých let FNM koupila devět elektrických lokomotiv řady 163 vyrobených ve Škodě Plzeň.
V roce 2010 tyto lokomotivy prodala společnosti Student Agency. FNM také koupila repasované dieselové lokomotivy řady 753.7.